# Def Jam Recordings
Def Jam Recordings, часто называемый просто Def Jam, — американский лейбл звукозаписи, принадлежащий Universal Music Group и являющийся частью Island Def Jam Music Group.

## История
Def Jam был основан Риком Рубином, когда тот учился в Нью-Йоркском университете, офисом была его комната в общежитии. Вскоре к нему присоединился Рассел Симмонс. Первыми релизами Def Jam Recordings, вышедшими в 1984 году были мини-альбомы LL Cool J, «I Need A Beat» и Beastie Boys, «Rock Hard». Первым полноразмерным альбомом был LL Cool J’s «Radio» в декабре 1985. Lyor Cohen стал президентом Def Jam в 1988, после чего Рик Рубин покинул компанию, основав American Recordings.
В начале 1990-х, несмотря на выходы мультиплатиновых альбомов LL Cool J и Public Enemy, Def Jam столкнулся с серьёзными финансовыми проблемами и был на грани закрытия. Спасением стало приобретение в 1994 году PolyGram пятидесятипроцентной доли в компании, ранее принадлежавшей Sony. Это позволило Def Jam выпустить альбом Warren G Regulate…G Funk Era, ставший мультиплатиновым и вдохнувший новую жизнь в лейбл. Следующими успешными альбомами стали Mr. Smith LL Cool J в 1995 и Ill Na Na Фокси Браун в 1996. Тогда же Def Jam становится дистрибьютором Roc-A-Fella Records и достигает ещё большего успеха с рэпером Jay-Z, ставшим главной звездой лейбла к концу десятилетия. PolyGram увеличивает ещё на 10 % свою долю в Def Jam Recordings в 1996.
В 1998 PolyGram был куплен Seagrams и вошёл в Universal Music Group. Def Jam и Island Records были объединены в Island Def Jam Music Group.
Расселл Симмонс продал свою долю в Def Jam в 1999 по имеющимся сведениям за $100 млн и сосредоточился на других своих проектах, в частности линии одежды Phat Farm.
С 2004 года президентом и генеральным директором лейбла являлся Шон Картер (Jay-Z). 24 декабря 2007 он объявил, что покинет этот пост по окончании контракта в 2008 году, оставаясь на контракте как исполнитель. В феврале 2009 года президентом южного подразделения Def Jam South был назначен DJ Khaled.

## Подписанные артисты
- 070 Shake
- 2 Chainz
- Alessia Cara[5]
- Alif
- Amir Obè
- Beastie Boys
- Benny the Butcher
- Big Sean
- Coco Jones[6][7]
- Daboyway
- Dave East
- DMX
- Fabolous
- Fredo Bang[8]
- Hit-Boy[9]
- Jadakiss
- Ja Rule
- Jay-Z
- Young Jeezy
- Jeremih
- Jhené Aiko
- Justin Bieber
- Kaash Paige[10]
- Kids See Ghosts
- Krept and Konan
- LL Cool J
- Logic
- Ludacris
- Muni Long
- Nas
- Nasty C
- Method Man
- Public Enemy
- Pusha T
- Redman
- Rihanna
- Slayer
- Snoop Dogg
- Slick Rick
- Teyana Taylor
- Toya Johnson
- YG
- YK Osiris[11]
- Yung Joc